# DAISY
DAISY (ang. Digital Accessible Information System) – format zapisu e-booków stworzony dla osób mających problemy ze wzrokiem, a przede wszystkim dla niewidomych, dyslektyków i analfabetów, a także dla osób o ograniczonych zdolnościach motorycznych. Format, którym obecnie opiekuje się Konsorcjum DAISY (ang. The DAISY Consortium), przyjął się w bibliotekach w wielu krajach na świecie, a liczba publikacji dostępnych w tym formacie przekracza 250 tysięcy i wciąż rośnie.

## Technologia
Format odróżnia się od innych formatów e-booków tym, że pozwala na precyzyjne oznaczenie fragmentów publikacji, takich jak rozdziały, podrozdziały, strony, adnotacje i przypisy, dzięki czemu czytelnik może precyzyjnie wybrać miejsce docelowe w systemie nawigacji.
Technicznie struktura dokumentu DAISY (w obowiązującej obecnie wersji 3) jest to dokument XML. Wersje starsze, m.in. wersja druga formatu, oparte były na językach-standardach W3C takich jak HTML, XHTML i SMIL (realizacjach języka SGML). Z pomocą znaczników zdefiniowanych w standardzie zapisuje się wszelkie dane nt. struktury książek, treści oraz sposoby synchronizacji tekstu z nagraniem.
Same nagrania zapisuje się zazwyczaj w formatach MP3 lub WAV, opracowanych przez MPEG.

## Historia
Format został opracowany w Szwecji w 1994 roku, a następnie zmodyfikowany w 1996. Wersja 2.0 została opublikowana w roku 1998 następnie była dwukrotnie odświeżana w roku 1999 i 2001. Obecnie obowiązuje wersja 3, wydana w roku 2012, która obowiązuje również jako standard ANSI/NISO Z39.86-2005 (R2012).

## Obsługa
Książki zapisane w formacie DAISY można odczytywać za pomocą programów komputerowych lub specjalnie zaprojektowanych do tego urządzeń. Najpopularniejszym nośnikiem dla takich treści jest płyta CD, ale wykorzystuje się do tego także karty pamięci lub inne nośniki, kompatybilne z wykorzystywanymi urządzeniami.
Za pomocą systemu nawigacji użytkownik może znaleźć interesujące go fragmenty książki, które może odsłuchać. Jeśli użytkownik czyta tekst, może dostosować go do swoich potrzeb poprzez zmianę wielkości i kroju czcionki oraz koloru tła. Natomiast w przypadku nagrania lektorskiego może zazwyczaj regulować prędkość i wysokość głosu. Odpowiednio skonfigurowany program lub urządzenie pozwala na dostosowanie jego działania do potrzeb czytelnika, np. można włączyć lub wyłączyć wyświetlanie przypisów lub numerów stron. Większość odtwarzaczy umożliwia utworzenie zakładek. Natomiast osoby nie potrzebujące tych udogodnień mogą korzystać z książek zapisanych w formacie DAISY jak ze zwykłych audiobooków.

## Kategorie książek
Pliki w formacie DAISY można przygotować na kilka sposób – czasami przygotowanie książki zawierającej wszystkie elementy formatu nie jest potrzebne. Najlepsze jest wykorzystanie pełnych możliwości standardu, ale zazwyczaj publikacje zawierają tylko jego najważniejsze elementy. W związku z tym książki zapisane w formacie DAISY dzieli się na sześć kategorii:
1. Pełne nagranie z tytułem: posiada nagranie i tytuł, nie zawiera systemu nawigacyjnego i treści.
2. Pełne nagranie z systemem nawigacji: posiada nagranie i system nawigacyjny, nie zawiera treści.
3. Pełne nagranie z systemem nawigacyjnym i częścią tekstu: posiada nagranie, system nawigacyjny i część treści w pełni zsynchronizowaną z nagraniem.
4. Pełne nagranie i pełny tekst: posiada nagranie, system nawigacyjny i treść w pełni zsynchronizowaną z nagraniem.
5. Pełny tekst i część nagrania: posiada tekst, system nawigacyjny i część nagrania w pełni zsynchronizowaną z tekstem.
6. Pełny tekst bez nagrań: posiada tekst i system nawigacyjny, nie zawiera nagrania.

## Metody tworzenia
Przygotowanie książki w formacie DAISY jest dość pracochłonne, ale dostępność do ich treści dla osób z różnymi dysfunkcjami jest bardzo ułatwiona. Odpowiednie programy bardzo ułatwiają ten proces poprzez wyszukiwanie przerw w nagraniach (które automatycznie indeksują), czy też poprzez tworzenie prawidłowych plików nawigacyjnych i synchronizujących. Dostępne są 3 sposoby tworzenia książek:

### Pierwsza metoda
Pierwsza metoda polega na konwersji posiadanych nagrań z kaset lub taśm do formatu cyfrowego, który następnie konwertuje się do formatu DAISY. Przeznaczone do tego programy lub urządzenia automatyzują część zadań – np. wyszukują podziały w treści, co polega na odnajdywaniu ciszy o odpowiedniej długości i wstawianiu tam odpowiednich oznaczeń. Człowiek jest odpowiedzialny w takim momencie za określenie, czy dany fragment jest tytułem rozdziału, końcem akapitu czy też dowolnym innym elementem treści. Używając tej metody, trudno jest określić pozycje stron w drukowanej wersji publikacji, co wymagałoby od operatora przesłuchania całej książki i jednoczesnego czytania wersji drukowanej, by w odpowiednich miejscach wstawić oznaczenia stron. Tą metodą najprościej przygotować książki należące do 1. i 2. kategorii.

### Druga metoda
Znacznie większe możliwości daje druga metoda, przy której lektor korzysta z narzędzi przeznaczonych do tworzenia książek w formacie DAISY. Odpowiednio przygotowany lektor może samodzielnie przygotować całą książkę poprzez wstawianie indeksów w odpowiednich miejscach. Tekst książki może być wyświetlany na ekranie, a przy tym strony są automatycznie indeksowane (indeks wstawiany jest po przejściu przez użytkownika do następnej strony). W efekcie powstaje prawie gotowa publikacja, wymagająca jedynie kosmetycznych poprawek i uzupełnienia informacji nt. książki.

### Trzecia metoda
Syntetyzatory mowy umożliwiają niemal w pełni zautomatyzowane tworzenie książki. Zamiast żywego lektora do przeczytania książki wykorzystuje się syntetyzator mowy. Program ten odczytuje treść otrzymanego pliku. Proces ten jest wielokrotnie szybszy od czytania tekstu przez człowieka, ale mowa syntetyczna jest nadal niedoskonała i trudno nią zastąpić lektora. Sposób ten wykorzystywany jest do publikacji wiadomości, tygodników itp.

## Źródła
- Oficjalna witryna formatu DAISY
- Specifications for the Digital Talking Book. daisy.org. (ang.).
- Specyfikacja DAISY 2.02. daisy.org. [zarchiwizowane z tego adresu (2006-05-02)].
- Utwory w formacie DAISY w serwisie Wolne Lektury